# دم‌بادبزنی خال‌سفید
دم‌بادبزنی خال‌سفید (نام علمی: Rhipidura albogularis) نام یک گونه از سرده دم‌بادبزنی است.